# Seocheon
Der Landkreis Seocheon (kor.: 금산군, Seocheon-gun) befindet sich in der Provinz Chungcheongnam-do in Südkorea. Der Verwaltungssitz befindet sich in der Stadt Seocheon-eup. Der Landkreis hatte eine Fläche von 577 km² und eine Bevölkerung von 54.205 Einwohnern im Jahr 2019.
Der Landkreis Seocheon hat zwei Hauptzentren, Janghang-eup und Seocheon-eup. Seocheon-eup, das größere Zentrum, dient als Bildungszentrum. Es hat eine Wirtschaft, die auf Landwirtschaft und Bildung aufgebaut ist. Janghang hat eine eher industrielle Wirtschaft, die Fabriken, Verarbeitung und Schiffsbau umfasst. Janghang und Seocheon sind über Korails Janghang-Linie, die früher in Janghang endete und seitdem über Gunsan mit Iksan verbunden worden ist, mit Seoul, Iksan und dem Rest des Landes verbunden.

## Söhne und Töchter des Landkreises

Lage des Landkreises in Chungcheongnam-do

- Ryu Seung-ryong (* 1970), Schauspieler